# Leslie Van Houten
Leslie Louise Van Houten (Altadena, 23 de agosto de 1949) é uma criminosa norte-americana, ex-membro da comunidade hippie de assassinos de Charles Manson, conhecida como Família Manson. Cumpriu cinquenta e três anos numa pena de prisão perpétua pela participação no assassinato do casal Rosemary e Leno LaBianca, que entrou para a história criminal dos Estados Unidos como parte do Caso Tate-LaBianca, uma série de assassinatos que tiraram a vida da atriz Sharon Tate e mais seis pessoas, entre elas o casal LaBianca, em agosto de 1969, na cidade de Los Angeles, Califórnia. Foi solta sob condicional em 2023.

## Adolescência
Filha de um casal de classe média da Califórnia, que se separou em 1963, Van Houten fez um aborto aos quinze anos de idade, obrigada pela mãe, contra sua vontade. O fato fez com que suas relações com a mãe fossem bastante afetadas, e junto com a separação dos pais, muito sentida por ela, passou a se envolver com drogas como LSD como válvula de escape na adolescência. Completando o curso secundário em 1967, passou a viver com o pai e começou a estudar para ser secretária legal.
Nas férias de verão de 1968, ela conheceu Catherine Share e Bobby Beausoleil em São Francisco e através deles tomou conhecimento da existência de Charles Manson e sua comunidade. Beausoleil, integrante da Família Manson e mais tarde condenado por assassinato, contou a Van Houten que Manson ‘era como Jesus Cristo e tinha todas as respostas’. Quando o conheceu, ela se tornou admiradora de Manson e seus hippies, mudando-se para Spahn Ranch, o local comunitário de moradia deles na Califórnia, em setembro de 1968.
Apesar de sua admiração por Manson, o líder da seita hippie nunca teve algum interesse especial por ela, considerando-a apenas a namorada de Beausoleil, com quem ela chegou ao rancho, o que a fez sentir uma forte necessidade de fazer algo que o impressionasse e à ‘Família’. Vivendo numa comunidade de jovens homens e mulheres onde o amor livre e as drogas alucinógenas eram comuns, Van Houten tornou-se rapidamente suscetível à peroração de Manson sobre ‘Helter Skelter’, expressão usada por ele para designar uma eventual guerra apocalíptica a acontecer entre brancos e negros, da qual ele surgiria como líder da sociedade remanescente.:311-2

## Envolvimento nos assassinatos
Na madrugada de 9 de agosto de 1969, quatro integrantes do grupo de Charles Manson - Charles “Tex” Watson, Susan Atkins, Patricia Krenwinkel e Linda Kasabian - dirigiram-se, sob suas ordens, até uma mansão, localizada em Cielo Drive 10050, em Bel Air, área luxuosa de Los Angeles. Watson, Atkins e Krenwinkel entraram na casa (Kasabian apenas os aguardou do lado de fora), e, pelas mãos do trio, cinco pessoas foram assassinadas a tiros e/ou facadas. As vítimas foram Steven Parent, um rapaz de 18 anos que ali se encontrava em visita ao caseiro da mansão, Jay Sebring, famoso cabeleireiro das celebridades de Hollywood da época, Abigail Folger, socialite herdeira de uma empresa de café, seu namorado, o polonês Wojciech Frykowski e a dona da casa, a atriz Sharon Tate, que ali morava com seu marido, o cineasta Roman Polanski, naquele dia em viagem à Europa para tratar da produção de um novo filme.
No início da madrugada seguinte, 10 de agosto, seis membros do grupo - os quatro da noite anterior mais a jovem Leslie Van Houten, de 19 anos, e Steve Grogan -, liderados por Manson, rodaram a esmo pelos subúrbios de Los Angeles. Exasperado pelo relatado pânico das vítimas de Cielo Drive, Manson resolveu reunir o grupo para "mostrá-los como se devia fazer". Depois de rodarem por horas, enquanto planejavam toda a ação, o grupo chegou a 3301 Waverly Drive, no subúrbio de Los Feliz. O endereço, pertencente ao dono de supermercado Leno LaBianca e sua mulher Rosemary, sócia de uma boutique, era vizinho a uma casa onde Manson e sua trupe tinham ido a uma festa no ano anterior.:176–184, 204–210
Manson e Watson entraram na casa, que tinha as portas destrancadas, e com uma arma renderam o homem que dormia na sala. Watson o amarrou com uma tira de couro. Já a mulher foi levada rapidamente da sala para o quarto e Watson seguiu a orientação de Manson de cobrir a cabeça dos dois. Manson então saiu da casa e partiu com Steve Grogan e Susan Atkins no carro dirigido por Linda Kasabian, mas antes mandou que Krenwinkel e Van Houten entrassem na casa para auxiliar Watson durante a execução do casal. As duas moças seguiram para o quarto onde estava Rosemary, enquanto Tex Watson, portando uma baioneta, começou a esfaquear Leno LaBianca, dando a primeira facada direto na garganta do homem.
Sons de uma briga levaram Watson até o quarto. Ao ver Rosemary lutando para manter as duas meninas afastadas, Watson subjugou-a uma série da facadas. Logo em seguida, voltou para a sala e continuou a esfaquear Leno com a baioneta; Leno levou um total de 12 facadas. Depois de matá-lo, Watson escreveu "War" (guerra) no peito nu do homem com a baioneta. Voltando ao quarto, ele viu Krenwinkel esfaqueando Rosemary com uma faca apanhada na cozinha da casa. Seguindo as instruções de Manson de fazer com que cada uma das moças participasse da ação, Watson ordenou que Van Houten também esfaqueasse Rosemary, o que ela terminou por fazer, ao deferir cerca de 16 facadas nas costas e nas nádegas da mulher,:204–210, 297–300, 341–344 que já não apresentava sinais de vida - em seu julgamento, Van Houten clamaria que Rosemary LaBianca já estava morta quando a esfaqueou. A perícia confirmou que, de fato, muitas das 41 facadas levadas pela mulher foram dadas post mortem.:44, 206, 297, 341–42, 380, 404, 406–07, 433

## Julgamento e prisão perpétua
Leslie Van Houten era a mais jovem de todos os envolvidos nos crimes Tate-LaBianca – tinha apenas 19 anos – e a que menos tempo tinha estado sob a influência de Charles Manson. Durante seu julgamento junto com os outros acusados, se esperava que ela recebesse uma pena mais leve que os demais. Entretanto, seu comportamento, assim como o de Manson, Atkins e Krenwinkel durante as audiências, em que agiu de forma inconveniente, debochada, sem cooperação e desrespeitosa principalmente durante as discussões dos fatos ocorridos durante os momentos dos assassinatos de Sharon Tate – morta por Susan Atkins - e dos LaBianca, lhe angariaram grande antipatia por parte do júri.
Em 19 de abril de 1971, foi condenada à morte junto com os outros acusados:458–459 e transferida para o corredor da morte da penitenciária feminina California Institution for Women, em Corona, no aguardo da execução. Entretanto, uma decisão da justiça da Califórnia em princípio de 1972, abolindo a pena de morte no estado, transformou sua pena em prisão perpétua, que cumpre até hoje.:488–491
Van Houten pediu e conseguiu um segundo julgamento em 1977, sob o argumento de que não havia sido defendida a contento em 1971 já que, na época, durante as audiências, seu advogado, Ronald Hughes, desapareceu e foi encontrado morto meses depois, numa morte nunca elucidada.. Um julgamento posterior terminou num júri empatado, sem conclusão.
No início dos anos 80, simpatizantes da causa de Van Houten conseguiram levantar 900 assinaturas numa petição pública que pedia pela sua liberdade condicional. A mãe de Sharon Tate, indignada e receosa de que algum membro da família Manson pudesse ser libertado, retrucou com uma campanha por toda a Califórnia e levantou 350 mil assinaturas contra sua libertação. Durante a audiência, foi mantida sua prisão por roubo, conspiração, formação de quadrilha e assassinato em primeiro grau.

## Liberdade condicional
Em 2012, Van Houten completou 43 anos de prisão. Neste tempo, foram rejeitados 20 pedidos seus de liberdade condicional, (todos os assassinos do Caso Tate-LaBianca tem seus pedidos de liberdade condicional negados através dos anos), o último deles em junho de 2013, o que suscitou controvérsias dentro do próprio sistema legal norte-americano. Após ter mais um pedido negado em 2000, ela fez um apelo através de seus advogados à Corte Superior de Justiça da Califórnia, que recebeu acolhida do juiz Bob Krug. O juiz determinou ao conselho de avaliação do estado que fosse feita uma nova audiência, enfatizando que o aprisionamento continuado de Van Houten suscitava sérias objeções legais e afirmou que: 
| “ | ela provou ser uma prisioneira modelo nos trinta anos em que está presa desde os brutais assassinatos, completando todos os programas de recuperação existentes no sistema carcerário e ajudando outros internos a cumprirem estes programas. Graduou-se em dois cursos universitários ministrados aos internos e manteve uma disciplina completa na prisão. Ela está cumprindo uma pena de prisão perpétua sem possibilidade de liberdade condicional, o que é ilegal perante a lei, já que foi condenada em 1977 a esta pena, mas com direito à liberdade condicional, caso viesse a preencher os requisitos para isso. O comitê de avaliação falhou ao não levar em consideração todos estes fatos como garantia para o benefício | ” |

Bob Krug também chamou a atenção para o fato de que no julgamento de 1977, ela foi condenada à prisão perpétua com direito a liberdade condicional, estando apta a isso desde 1978.
O pronunciamento do juiz e a possibilidade da liberdade condicional de um dos integrantes da Família Manson obtiveram grande destaque na imprensa norte-americana e levou à indignação os familiares dos assassinados. Debra Tate, irmã de Sharon Tate, chegou a fazer diversas manifestações públicas pelo país, na televisão e na Internet. O caso, entretanto não surtiu nenhum efeito prático a van Houten , pois continuou presa e teve novamente o benefício negado em 2004.
Em março de 2022, novamente teve sua liberdade condicional negada pelo governador da Califórnia, Gavin Newsom, após 51 anos atrás das grades por seu envolvimento em dois dos assassinatos cometidos pela seita de Charles Manson, já então morto cumprindo pena.
Segundo noticiou o jornal The New York Post, apesar do parecer favorável da Comissão, o governador explicou a decisão em comunicado, afirmando que “Van Houten segue oferecendo perigo desmedido à sociedade [caso seja] liberada”. Esta foi a 21ª vez que ela pediu por sua liberdade condicional sendo a quinta para o governador Gavin Newsom, sempre negada. Continuou assim encarcerada na prisão de Corona, junto com Patricia Krenwinkel. As duas eram as mais antigas presas do sistema carcerário da Califórnia.
Em 11 de julho de 2023, após cumprir cinquenta e três anos de prisão, Van Houten foi finalmente libertada em condicional da California Institution for Women, em Corona, nos subúrbios de Los Angeles. Após novo parecer favorável da Comissão pela sua libertação, o governador Newson desistiu de interpor novo recurso pelo estado da Califórnia. Ela é a primeira integrante da Família Manson envolvida nos assassinatos Tate-La Bianca a ser libertada em condicional; Charles Manson e Susan Atkins morreram presos e Tex Watson e Patricia Krenwinkel continuam encarcerados, tendo seus pedidos de condicional negados sistematicamente através dos anos 